# Archives d'État de Naples
Les Archives d'État de Naples sont des archives d'État italiennes concernant l'Italie méridionale du Xe siècle à aujourd'hui. Fondées en 1808, elles sont situées depuis 1845 à Naples dans le complexe des cloîtres du monastère des saints Severino et Sossio. 

## Historique
Les Archives de l’État sont nées à l’époque napoléonienne, le 22 décembre 1808, avec un arrêté royal signé par Joachim Murat pour concentrer en un seul lieu les archives anciennes du royaume (« Archives générales du Royaume » : les archives de la Chambre royale du Résumé, de la Monnaie, de la Chancellerie et des Vice-rois, celles de la Junte des abus, de la Junte de Sicile et de la Curie de l’Aumônier Majeur, et enfin les archives des anciennes banques publiques, des capitulations et de toutes les administrations anciennes). En 1799, le monastère a été brièvement utilisé comme siège de l’Académie de la marine ; en 1845, les Archives de l’État furent définitivement transférées au complexe monastique. La structure a été adaptée à la nouvelle fonction d’utilisation pour laquelle des meubles en bois ont été fabriqués pour la préservation de la documentation.
De grande valeur est également la pharmacie, caractérisée par des étagères incrustées et un beau trottoir, la bibliothèque, la salle diplomatique, la salle des archives nobles, la Chambre royale de résumé et le siège des écoles de paléographie, d’archives et de diplomatie.

## Siège
Avec ses quatre étages et ses dépôts de plus de soixante-dix kilomètres linéaires de documents, les Archives napolitaines représentent un point de référence essentiel pour la recherche dans le domaine de l’histoire médiévale, moderne et contemporaine de l’Italie et de l’Europe, ainsi que d’une manière particulière, de l’histoire du sud de l’Italie. 